# Labrichthys unilineatus
Labrichthys unilineatus е вид бодлоперка от семейство Labridae. Видът не е застрашен от изчезване.

## Разпространение и местообитание
Разпространен е в Австралия, Американска Самоа, Британска индоокеанска територия, Вануату, Виетнам, Гуам, Индия, Индонезия, Камбоджа, Кения, Кирибати, Мавриций, Мадагаскар, Малайзия, Малдиви, Малки далечни острови на САЩ, Маршалови острови, Микронезия, Мозамбик, Науру, Нова Каледония, Остров Рождество, Палау, Папуа Нова Гвинея, Провинции в КНР, Реюнион, Самоа, Северни Мариански острови, Сейшели, Сингапур, Соломонови острови, Сомалия, Тайван, Тайланд, Танзания, Тонга, Тувалу, Уолис и Футуна, Фиджи, Филипини и Япония.
Обитава океани, морета, лагуни и рифове в райони с тропически и субтропичен климат. Среща се на дълбочина от 1 до 20 m, при температура на водата от 25,8 до 29,3 °C и соленост 32,2 – 35,5 ‰.

## Описание
На дължина достигат до 17,5 cm.